# Ulrike Nitzschke

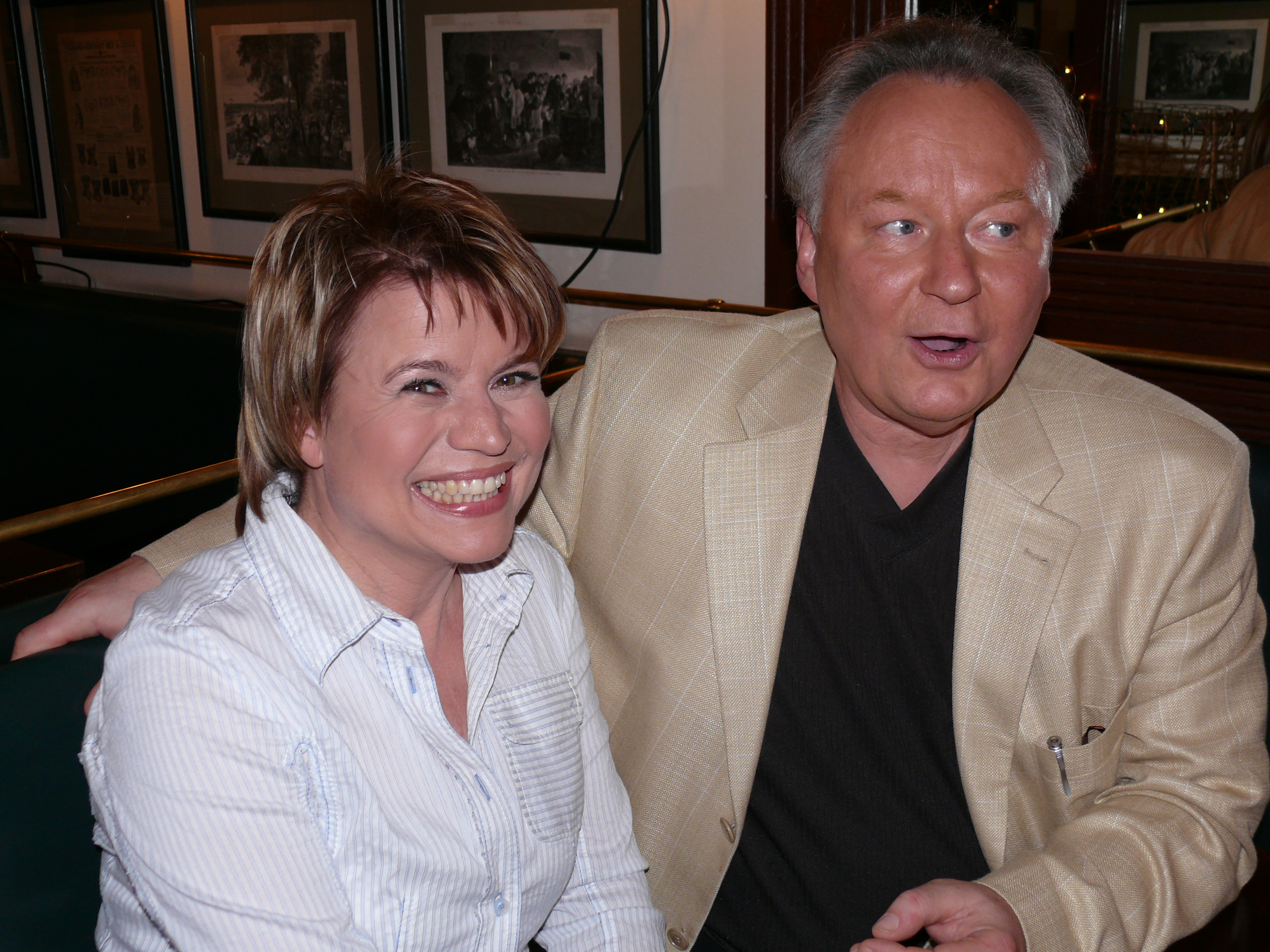
Ulrike Nitzschke im Gespräch mit dem Schauspieler Wolfgang Hosfeld, 2006

Ulrike Nitzschke (* 1958 in Dresden) ist eine deutsche Autorin, Moderatorin, Schauspielerin,  Theaterwissenschaftlerin und Sängerin.

## Leben
Nach dem Abitur studierte Nitzschke zunächst an der Hochschule für Musik Carl Maria von Weber Dresden. An der Leipziger Theaterhochschule Hans Otto absolvierte sie das Schauspielstudio an den Bühnen der Stadt Magdeburg und beendete ihr Studium mit einem Diplom. Danach war sie neun Jahre an den Städtischen Bühnen Erfurt engagiert. Parallel zu ihrer Bühnenarbeit forschte sie als Doktorandin an der Pädagogischen Hochschule, Sektion Germanistik/Literaturwissenschaft zum Thema Trivialdramatik in der Goethezeit am Beispiel Kotzebue. Nach der politischen Wende 1989/90 begann sie in Weimar ihre Arbeit als Redakteurin beim Thüringer Rundfunk. 
Von 1992 bis Ende 2012 gehörte sie zu den prägenden Stimmen und Gesichtern des Mitteldeutschen Rundfunks. 
Nitzschke ist verheiratet und hat eine erwachsene Tochter.

## Theaterarbeit
Während ihres Studiums in Dresden sang und musizierte Ulrike Nitzschke gemeinsam mit den Liedermachern Gerhard Schöne und Dieter Beckert in dem kabarettistischen Chansonprogramm Zwei Gaukler und ein Mädchen. Außerdem engagierte sie der Dresdner Komponist Thomas Hertel als Sängerin für das Jazzprojekt Nachtwächterblues des Schauspielers Wolfgang Dehler.
Bereits mit einer ihrer ersten Rollen im Schauspielstudio an den Bühnen der Stadt Magdeburg, der Schülerin Ina in dem DDR-Gegenwartsstück Match von Jürgen Groß, machte sie als feinsinnige wie temperamentvolle Darstellerin auf sich aufmerksam. Später spielte sie unter der Regie von Gert Jurgons, Ekkehard Kiesewetter, Klaus Schleiff, Klaus Stephan u. a. die Cordelia in König Lear, die Constance in dem Musical Musketiere sowie die Naemi in Der Graf von Gleichen.
Unter dem Titel Ach Sorg, du musst zurückestahn widmete sich Ulrike Nitzschke gemeinsam mit dem Erfurter Theatermusiker Fritz Bauer Musik und Texten aus der Zeit der Renaissance und des Dreißigjährigen Krieges.
Mit der Paula in Was heißt hier Liebe? und der Marie in Die Benachrichtigung von Václav Havel verabschiedete sie sich 1991 von ihren Theaterzuschauern.

## Journalistische Arbeit
Ihre journalistische Arbeit begann Ulrike Nitzschke mit Rezensionen für die Zeitschrift Theater der Zeit, die Wochenzeitung Sonntag sowie einige Lokalzeitungen.
1990 wechselte sie vom Theater zu den Medien, zunächst zum Thüringer Rundfunk, der 1992 Teil des Mitteldeutschen Rundfunks wurde. Hier war sie bei MDR 1 Radio Thüringen und MDR Kultur als Moderatorin, Rezensentin und Reporterin zu hören. Außerdem arbeitete sie für die Deutsche Welle, den RIAS, das spätere DeutschlandRadioBerlin sowie den Deutschlandfunk. Beim Südwestfunk übernahm sie die Titelrolle in dem Hörspiel Christiane Vulpius. Beim MDR führte sie Regie von Hörfunk-Features.
1994 begann ihre Arbeit für das MDR-Fernsehen. Nach ersten Fernseherfahrungen als Berichterstatterin vom Katholikentag in Dresden moderierte sie von 1994 bis 2008 die MDR-Talkshow Unter uns – Geschichten aus dem Leben. 1997 hob sie das MDR-Nachmittagsmagazin hier ab vier mit aus der Taufe.
Von 2001 bis Ende 2012 zeichnete sie als Autorin, Moderatorin und Realisatorin für das wöchentliche MDR-Erfindermagazin Einfach genial verantwortlich, das von den Sendern NDR, RBB und EinsPlus übernommen wurde. 2011 erfolgte die Auszeichnung mit der Rudolf-Diesel-Medaille für die Beste Medienkommunikation in der Hall of Fame im Deutschen Museum in München.
In Das Erste lud Ulrike Nitzschke in der Weihnachtszeit mehrfach zur Erzgebirgsweihnacht an der Silberstraße. Mit dem Namenforscher Jürgen Udolph von der Universität Leipzig war sie Namen auf der Spur, mit dem Volksmusiker Eberhard Hertel Auf den Spuren deutscher Volkslieder.
Anfang 2009 unternahm Ulrike Nitzschke bei fünf von UFA Entertainment produzierten Piloten für RTL Television der Sendereihe Hund sucht Hütte einen Ausflug ins Privatfernsehen.
Im Sommer 2009 stellte sie sich mit der MDR-Produktion Zur Reifeprüfung an die Front erstmals als Dokumentarfilmerin vor. Gemeinsam mit dem Kameramann Thomas Simon begleitete sie für diesen Film vier Männer siebzig Jahre nach ihrem ersten gemeinsamen Schultag an einer nationalsozialistischen Aufbauschule noch einmal auf ihrem einstigen Schulweg.
Ich drück dir einen Daumen – vom Fichtelberg zu den Paralympics ist der Titel einer Reportage über den Countdown der deutschen Nationalmannschaft zu den Paralympics 2010, die im MDR und bei Phoenix ausgestrahlt wurde.
Im Jahr 2011 folgte für den MDR Geschichte in Beton, eine 30-minütige Dokumentation über einen Film von 1989, dessen Protagonisten, sechs Halberstädter Betonwerker, und ihren neuen Chef aus Niedersachsen.
Nitzschke erarbeitet und präsentiert Reportagen und aktuelle Beiträge u. a. für das ZDF und 3sat.

## Theater (Auswahl)
Städtische Bühnen Erfurt
- 1982: I. Karnauchowa / L. Braussewitsch: Die feuerrote Blume (Aljonuschka) – Regie: Norbert Wendler
- 1982: Michail Schatrow: Blaue Pferde auf rotem Gras (Natascha) – Regie: Ekkehard Kiesewetter
- 1982: Harald Gerlach (nach Ludvig Holberg): Held Ulysses (Iris) – Regie: Horst Ruprecht (Uraufführung)
- 1983: Joachim Knauth: Die Nachtigall (Die künstliche Nachtigall) – Regie: Christine Krüger
- 1983: Friedrich Schiller: Maria Stuart (Page) – Regie: Ekkehard Kiesewetter
- 1984: Heiner Maaß / Peter M. Schneider (nach Alexandre Dumas): Die drei Musketiere (Constance) – Regie: Klaus Schleiff
- 1985: William Shakespeare: Wie es euch gefällt (Friedensgöttin / 1. Page / Musiker) – Regie: Klaus Stephan
- 1986: Arthur Kopit: Das Ende der Welt (Stella / Kellner im japanischen Restaurant) – Regie: Klaus Schleiff
- 1986: Ariane Mnouchkine (nach Klaus Mann): Mephisto (Emelyne) – Regie: Klaus Stephan
- 1986: Klaus Stephan (nach Franz Pocci): Muzl, der gestiefelte Kater (Prinzessin) – Regie: Klaus Stephan
- 1987: Wilhelm Schmidtbonn: Der Graf von Gleichen (Naemi, eine Türkin) – Regie: Klaus Stephan
- 1988: Aischylos: Prometheus in Fesseln (Okeanide) – Regie: Ekkehard Kiesewetter
- 1988: Boris Aprilow: Timmi (Timmi) – Regie: Matthias Brenner
- 1988: Jean Baptiste Molière: Der Menschenfeind (Eliante) – Regie: Klaus Stephan
- 1989: Johann Wolfgang von Goethe: Urfaust (Lieschen) – Regie: Matthias Brenner
- 1989: Georg Kaiser: Zwei Krawatten (Dame/Passagier/Reporterin/Gast) – Regie: Klaus Schleiff
- 1989: György Spiró: Hühnerköppe (als Backfisch) – Regie: Ekkehard Kiesewetter (DDR-Erstaufführung)
- 1990: Klaus Stephan (nach Franz Pocci): Doktor Sassafras (Gretel) – Regie: Klaus Stephan
- 1990: Václav Havel: Die Benachrichtigung (Marie, Sekretärin) – Regie: Ekkehard Kiesewetter